# Echochrome
echochrome è un videogioco rompicapo sviluppato da Japan Studio e pubblicato da Sony Computer Entertainment per PlayStation Portable, PlayStation 3, PlayStation 4 e PlayStation 5, disponibile in formato fisico su UMD e digitale sul PlayStation Store.
Lo scopo del gioco è quello di manovrare un manichino in un mondo ruotabile in cui la fisica e la realtà dipendono dalla prospettiva. Il gioco è chiaramente ispirato alle costruzioni impossibili di Maurits Escher.
È stato annunciato all'E3 2007.
È stato commercializzato inizialmente per PlayStation Portable a marzo 2008 in Giappone (e a luglio nel resto del mondo), successivamente anche per PlayStation 3 in digitale a maggio 2008 negli Stati Uniti, e in Europa a luglio.
Per PlayStation 4 e PlayStation 5 è uscito il 22 giugno 2022, anche stavolta solo in digitale. 

## Sistema di gioco
Il manichino si muove autonomamente. È possibile farlo correre con il Tasto Croce oppure farlo fermare con il Tasto Triangolo. Utilizzando le Frecce Direzionali o lo Stick Analogico, è possibile ruotare il Livello in modo tale da far "coincidere" i piani.

### Le Cinque Leggi della Prospettiva
Il gioco si basa sulle cosiddette "Cinque Leggi della Prospettiva". Mediante esse, è possibile fare in modo che il manichino possa superare i vari livelli, pur andando contro le leggi nel mondo reale.

### Prima Legge: prospettiva del cammino
Se da un certo punto di vista i percorsi appaiono separati, se si sposta la visuale essi si congiungono. Così facendo, il manichino può girare ad esempio su di un percorso infinito, seppur da un altro punto di vista due segmenti si trovano su due piani differenti.

### Seconda Legge: caduta
Se da un certo punto di vista un percorso sembra essere ad un piano superiore rispetto ad un altro, se si sposta la visuale, la posizione di quel piano cambierà. Sparsi per i livelli, si trovano dei buchi di colore nero. Se il manichino ci finisce sopra, ci cadrà finendo su un piano inferiore oppure nel vuoto. Ruotando la visuale, è possibile fare in modo che il manichino cada su un altro piano, invece che nel vuoto.

### Terza Legge: esistenza
Se da un certo punto di vista un percorso appare interrotto, è possibile spostare la visuale in modo che l'interruzione venga coperta da un'altra porzione del livello. In altre parole, se ruotando la visuale viene coperta un'interruzione di un percorso (da una colonna, per esempio), il manichino continuerà a camminare come se l'interruzione non ci fosse.

### Quarta Legge: assenza
Se da un certo punto di vista un oggetto è visibile, è possibile spostare la visuale in modo che esso scompaia. Questa legge è analoga alla precedente: se si copre un buco nero, nascondendolo con un'altra porzione del livello, il manichino avanzerà come se non ci fosse.

### Quinta Legge: salto
Questa legge è analoga la seconda. Sfrutta i suddetti buchi bianchi che, al contrario di quelli neri, permettono di saltare. Ruotando la visuale (e di conseguenza la prospettiva), il manichino può saltare su un piano prospettico del tutto differente.

## Modalità di gioco
- Box: si tratta della modalità principale, composta da 56 livelli giocabili in altre tre modalità ciascuno: Solo Pair e Other. La prima è quella di base: bisogna "raccogliere" le immagini del manichino che si aggirano per il livello. Nella seconda, si aggireranno dei manichini di diverso colore e lo scopo sarà quello di farli accoppiare tutti per colore facendoli incontrare. Nell'ultima, vi sono le stesse regole di Solo, con la differenza che stavolta vi sarà un limite di tempo di cinque minuti e si aggiungeranno dei manichini neri che faranno tornare al punto di partenza quello bianco ogni volta che lo incontrano.
- Infinite: Non si avranno limiti di tempo per giocare i livelli. L'unico svantaggio, sarà che in ogni livello vi sarà un numero variabile di manichini neri.
- Editor: permette di creare dei livelli che sarà poi possibile giocare[2].

## Accoglienza
La rivista Play Generation lo classificò come il miglior gioco d'intelligenza del 2008. La stessa testata diede al gioco un punteggio di 87/100, trovandolo un puzzle game fresco e stravagante che avrebbe tenuto il giocatore incollato allo schermo di PSP fino all'ultimo livello.

## Sequel
A fine dicembre 2010 uscì il sequel intitolato Echochrome II.